# Augustenborgs slott

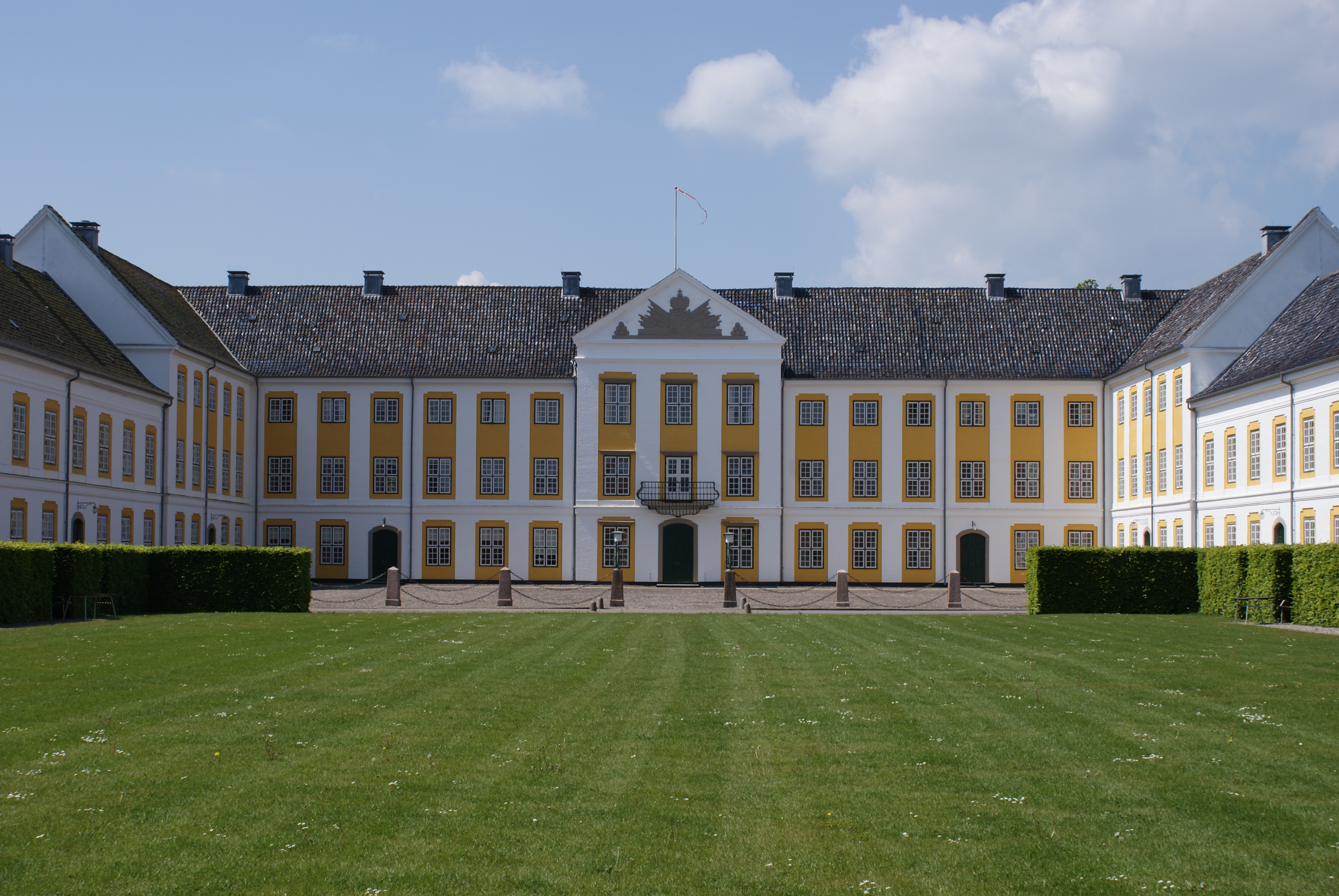
Augustenborgs slott

Augustenborgs slott är ett slott som ligger i orten Augustenborg på ön Als i Danmark. Slottet uppfördes 1660-1663 av hertig Ernst Gunter av Holstein-Augustenborg på tidigare jordbruksmarker i Stavensbøl, och namngav efter hans hustru Augusta av Glücksburg.
Slottet fick huvudsakligen sitt nuvarande utseende vid en ombyggnad 1770-1776.
Slottet var i den hertigliga familjens ägo tills hertig Kristian August II av Holstein-Augustenborg lämnade Augustenborg den 18 mars 1848. Hans barnbarn Ernst Günther av Holstein-Augustenburg återfick 1885 slottet då han av Preussen blev erkänd som hertig av Schleswig-Holstein.
Det uthyrdes senare av hertigen till lärarinneseminarium och skola. 1921 inköptes slottet av danska staten.
Slottet används sedan 1932 som psykiatiskt sjukhus och är inte öppet för allmänheten. Slottskyrkan används som Augustenborgs församlingskyrka sedan 1874. Slottsparken är tillgänglig för allmänheten.

## Huset Schleswig-Holstein-Sonderburg-Augustenborg
Denna sidogren av huset Oldenburg utslocknade 1931 med hertig Albert av Schleswig-Holstein-Sönderburg-Augustenborg (1869-1931). Se Augustenburg.